# Kids – In den Straßen New Yorks
Kids – In den Straßen New Yorks (Originaltitel A Guide to Recognizing Your Saints) ist ein Filmdrama aus dem Jahr 2006. Regie führte Dito Montiel. Der Film basiert auf der autobiographischen Romanvorlage von Dito Montiel.

## Handlung
Dito ist ein erfolgreicher Autor, der in Los Angeles lebt. Als er eines Tages von seiner Mutter Flori angerufen wird und sie ihn bittet, zurück nach New York zu kommen, da Ditos Vater schwer krank ist, verlässt er L. A. und fliegt in seine ehemalige Heimatstadt.
Es folgt ein Zeitsprung zurück ins Jahr 1986:
Der junge Dito lebt als einziger Sohn irischer und puerto-ricanischer Einwanderer in Astoria, einem Viertel von New York City. Seine Freizeit verbringt er vorwiegend mit seinen Freunden, bestehend aus Antonio, Nerf, und Giuseppe, in den Straßen von New York. Eines Tages lernt er in der Bahn Mike O’Shea kennen, einen Jungen aus Schottland, der davon träumt, Musiker zu werden. Die beiden freunden sich an und träumen davon, eines Tages nach Los Angeles zu gehen, um dort eine Musikerkarriere zu machen. Um die Reise finanzieren zu können, arbeiten sie für einen schwulen Mann namens Frank, bei dem sie Hunde ausführen.
Eines Tages erwischt Dito einen anderen Jugendlichen, wie er die Hauswand von Ditos Wohnung mit dem Schriftzug TSS Reaper besprüht. Als dieser ihn zur Rede stellt, wird er von mehreren Mitgliedern einer verfeindeten Straßengang angegriffen, bei der Dito leicht am Kopf verletzt wird. Antonio, Ditos bester Freund, schwört Rache und schüchtert in der Nacht darauf den kleinen Bruder des Anführers der Gang, genannt Reaper, massiv ein.
Dito verbringt seine Zeit nun zunehmend mit seiner Arbeit und seinem neuen Freund Mike, wodurch er immer weniger mit seinem alten Freundeskreis unternimmt. Währenddessen wird Giuseppe, Antonios Bruder, von einem Zug überfahren. Ob es sich hierbei um einen Unfall handelt oder Giuseppe sich absichtlich hat überfahren lassen, bleibt offen.
Ein paar Tage später wird Dito abends von Antonio und Nerf auf der Straße zur Rede gestellt. Antonio wirft Dito vor, er hätte zu wenig Zeit mit seinen Freunden verbracht, was dieser abzustreiten versucht. Als Dito nach dem Streit schließlich den Weg nach Hause antritt, wird er von Mitgliedern der Reaper-Gang brutal mit einem Baseball-Schläger verprügelt, als Strafe für die Einschüchterung von Reapers kleinem Bruder. Als die Täter von Dito ablassen, kommen Antonio und Nerf herbeigeeilt und fahren ihn trotz des Streits nach Hause. Zu Hause spricht Ditos Vater Monty mit ihm, aber Dito fühlt sich missverstanden und will ihm deshalb zuerst nicht seine Probleme mitteilen. Schließlich taucht auch Laurie, Ditos Freundin auf, da sich nach dessen Zustand erkundigen will. Dito erzählt seinem Vater Monty schließlich doch von seinen Plänen, mit Mike nach Kalifornien zu ziehen, womit Monty sichtlich nicht einverstanden ist und es so zu einem Streit kommt, bei dem Ditos Vater einen Herzinfarkt erleidet, den er nur knapp überlebt.
Ein paar Tage später befinden sich Dito, Mike und andere Jugendliche aus der Nachbarschaft im Astoria Pool. Plötzlich taucht Nerf auf und teilt ihm mit, dass er und Antonio Reaper gesehen hätten und nun der Zeitpunkt für Rache gekommen sei. Entgegen den Ratschlägen Lauries und Mikes folgt Dito seinem Freund und trifft ein paar Ecken weiter auf Antonio, der schon auf sie wartet. Als Reaper sich alleine in einem Laden befindet, läuft Antonio über die Straße und schlägt diesen mit einem Baseball-Schläger unabsichtlich tot. Antonio wird noch am selben Abend verhaftet.
Dito und Mike, sichtlich geschockt von der  Verhaftung Antonios, aber dafür nun umso mehr entschlossener, ein neues Leben in Kalifornien zu beginnen, machen sich auf den Weg, um das Geld für die Bezahlung durch Frank abzuholen. Bei dessen Wohnung angekommen, fühlt dieser sich aufgrund der Forderung nach Bezahlung gekränkt und holt eine Pistole mitsamt dem Geld aus seinem Kühlschrank. Dito kann Frank aber überzeugen, ihnen nur das Geld zu geben und sie gehen zu lassen. Als sich Dito und Mike auf dem Weg nach Hause befinden, wird Mike von einem verfeindeten Gangmitglied als Strafe für den Tod ihres Anführers erschossen.
Da nun zwei seiner Freunde tot sind und einer im Gefängnis inhaftiert ist, macht sich Dito alleine auf den Weg nach Kalifornien, um dort ein neues, besseres Leben zu beginnen.
Es folgt wieder ein Zeitsprung ins Jahr 2006:
Dito wird am Flughafen von dem mittlerweile drogensüchtigen Nerf abgeholt. Er besucht wie versprochen seine Eltern, wird aber von seinem sichtlich gealterten Vater nur abstoßend empfangen, was Dito hart trifft. Gekränkt verlässt er die Wohnung seiner Eltern und sucht Rat bei seiner Jugendliebe Laurie, die mittlerweile alleinerziehende Mutter eines Sohns ist. Diese fordert ihn auf, seinen Vater ins Krankenhaus zu bringen, da dies das Mindeste ist, was er für seinen Vater Monty tun kann, weil jener sich nach dem Weggang seines Sohnes nie von dem Gedanken erholt hat, ein schlechter Vater zu sein. Schließlich verträgt sich Dito nach 20 Jahren wieder mit seinem Vater und fährt ihn ins Krankenhaus. Der Film endet damit, dass Dito seinen Freund Antonio im Gefängnis besucht.

## Hintergrund
Der Film basiert auf dem gleichnamigen Buch von Dito Montiel, das 2003 veröffentlicht wurde und sich in den USA vielfach verkaufte. Das Drehbuch weicht von der Romanvorlage insofern ab, als dass Dito Montiel darin sein Leben seit den frühen 1980er Jahren sowie auch die Zeit nach dem Weggang aus Queens schildert. Ebenso berichtet er über seine kurze Modelkarriere und den Plattenvertrag seiner Band Gutterboy.
Der Roman ist bisher nicht in deutscher Sprache erschienen.

## Kritiken und Auszeichnungen
Der Film bekam von den Kritikern überwiegend gute Kritiken. Gelobt wurden die schauspielerischen Leistungen sowie die filmische Umsetzung.
Kids – In den Straßen New Yorks lief als Wettbewerbsfilm auf dem Sundance Film Festival 2006. Dort erhielten die Schauspieler den Spezialpreis der Jury und Dito Montiel den Regiepreis. Auf dem Flanders International Film Festival war der Film für den Grand Prix nominiert. Bei den 63. Internationalen Filmfestspielen von Venedig im Jahr 2006 erhielt der Film den Preis der Kritikerwoche und den Isvema-Preis.
Channing Tatum war bei den Gotham Awards 2006 für den Breakthrough Award nominiert, musste sich aber Rinko Kikuchi (Babel) und Shareeka Epps (Half Nelson) geschlagen geben.

„Von hervorragenden Darstellern getragene Jugend- und Milieustudie, basierend auf der Autobiografie des Autors und Regisseurs. Der durch seine Realitätsnähe beklemmende Film stellt durch abrupte Wechsel zwischen Gegenwart und Jugenderinnerungen ans Jahr 1986 eine irritierende Gleichzeitigkeit her.“